# Wahlkreis Saale-Holzland-Kreis I
Der Wahlkreis Saale-Holzland-Kreis I (Wahlkreis 35) ist ein Landtagswahlkreis in Thüringen und umfasst vom Saale-Holzland-Kreis die Gemeinden Altenberga, Bibra, Bremsnitz, Bucha, Eichenberg, Eineborn, Freienorla, Geisenhain, Gneus, Großbockedra, Großeutersdorf, Großpürschütz, Gumperda, Hermsdorf, Hummelshain, Kahla, Karlsdorf, Kleinbockedra, Kleinebersdorf, Kleineutersdorf, Laasdorf, Lindig, Lippersdorf-Erdmannsdorf, Meusebach, Milda, Möckern, Mörsdorf, Oberbodnitz, Orlamünde, Ottendorf, Rattelsdorf, Rausdorf, Reichenbach, Reinstädt, Renthendorf, Rothenstein, Ruttersdorf-Lotschen, Schleifreisen, Schöps, Seitenroda, St. Gangloff, Stadtroda, Sulza, Tautendorf, Tissa, Tröbnitz, Trockenborn-Wolfersdorf, Unterbodnitz, Waltersdorf, Weißbach und Zöllnitz.

## Landtagswahl 2024
Bei der Landtagswahl in Thüringen am 1. September 2024 verteidigte Stephan Tiesler (CDU) das Direktmandat. Denny Jankowski (AfD) zog über Landeslistenplatz 14 ins Parlament ein.
Es traten folgende Direktkandidaten mit folgendem Ergebnis an:
| Gegenstand der Nachweisung | Gegenstand der Nachweisung | Erst- stimmen | Erst- stimmen | Zweit- stimmen | Zweit- stimmen |
| Bewerber                   | Partei                     | Anzahl        | %             | Anzahl         | %              |
| -------------------------- | -------------------------- | ------------- | ------------- | -------------- | -------------- |
| Wahlberechtigte            | Wahlberechtigte            | 32.525        | 32.525        | 32.525         | 32.525         |
| Wähler                     | Wähler                     | 25.378        | 25.378        | 25.378         | 78,0           |
| Ungültige Stimmen          | Ungültige Stimmen          | 530           | 2,1           | 194            | 0,8            |
| Gültige Stimmen            | Gültige Stimmen            | 24.848        | 97,9          | 25.184         | 99,2           |
| davon                      |                            |               |               |                |                |
| Markus Gleichmann          | DIE LINKE                  | 3.202         | 12,9          | 3.375          | 13,4           |
| Denny Jankowski            | AfD                        | 9.114         | 36,7          | 8.009          | 31,8           |
| Stephan Tiesler            | CDU                        | 9.890         | 39,8          | 6.357          | 25,2           |
| Hannah Opitz               | SPD                        | 1.563         | 6,3           | 1.386          | 5,5            |
| Rita von Eggeling          | GRÜNE                      | 433           | 1,7           | 723            | 2,9            |
| Patrick Frisch             | FDP                        | 646           | 2,6           | 309            | 1,2            |
|                            | TIERSCHUTZ hier!           |               |               | 248            | 1,0            |
|                            | ÖDP / Familie ..           | 44            | 0,2           |                |                |
|                            | PIRATEN                    | 74            | 0,3           |                |                |
|                            | MLPD                       | 28            | 0,1           |                |                |
|                            | BÜNDNIS DEUTSCHLAND        | 119           | 0,5           |                |                |
|                            | BSW                        | 3.827         | 15,2          |                |                |
|                            | FAMILIE                    | 149           | 0,6           |                |                |
|                            | FREIE WÄHLER               | 254           | 1,0           |                |                |
|                            | WU                         | 282           | 1,1           |                |                |

## Wahl 2019
Die Landtagswahl in Thüringen 2019 erbrachte folgendes Wahlkreisergebnis:
| Name                              | Partei    | Anteil der Erststimmen |
| --------------------------------- | --------- | ---------------------- |
| Stephan Tiesler                   | CDU       | 26,1 %                 |
| Markus Gleichmann                 | DIE LINKE | 25,8 %                 |
| Irene Schlotter                   | SPD       | 7,8 %                  |
| Dirk Luge                         | AfD       | 23,0                   |
| Olaf Möller                       | GRÜNE     | 5,1 %                  |
| Stefan Beyer                      | FDP       | 5,6 %                  |
| Wahlberechtigte: 33.238 Einwohner |           |                        |
| Wahlbeteiligung: 70,7 %           |           |                        |

## Wahl 2014
Die Landtagswahl in Thüringen 2014 erbrachte folgendes Wahlkreisergebnis:
| Name                              | Partei    | Anteil der Erststimmen |
| --------------------------------- | --------- | ---------------------- |
| Wolfgang Fiedler                  | CDU       | 46,9 %                 |
| Markus Gleichmann                 | DIE LINKE | 30,0 %                 |
| Michael Gauer                     | SPD       | 9,0 %                  |
| Olaf Möller                       | GRÜNE     | 6,2 %                  |
| Stefanie Löschner                 | NPD       | 4,4 %                  |
| Patrick Frisch                    | FDP       | 3,5 %                  |
| Wahlberechtigte: 34.426 Einwohner |           |                        |
| Wahlbeteiligung: 59,2 %           |           |                        |

## Wahl 2009
Bei der Landtagswahl in Thüringen 2009 traten folgende Kandidaten an:
| Name                              | Partei    | Anteil der Erststimmen |
| --------------------------------- | --------- | ---------------------- |
| Wolfgang Fiedler                  | CDU       | 41,4 %                 |
| Mike Huster                       | Die Linke | 26,6 %                 |
| Regine Kanis                      | SPD       | 13,2 %                 |
| Jennifer Schubert                 | GRÜNE     | 6,9 %                  |
| Gerhard Jahns                     | FDP       | 7,9 %                  |
| Wolfgang Zacholl                  | NPD       | 4,0 %                  |
| Wahlberechtigte: 36.118 Einwohner |           |                        |
| Wahlbeteiligung: 61,0 %           |           |                        |

## Wahl 2004
Bei der Landtagswahl in Thüringen 2004 traten folgende Kandidaten an:
| Name                              | Partei | Anteil der Erststimmen |
| --------------------------------- | ------ | ---------------------- |
| Wolfgang Fiedler                  | CDU    | 48,7 %                 |
| Mike Huster                       | PDS    | 26,7 %                 |
| Coryn Kopke                       | SPD    | 14,0 %                 |
| Katrin Schmidt                    | GRÜNE  | 4,6 %                  |
| Norbert Ortloff                   | FDP    | 6,0 %                  |
| Wahlberechtigte: 36.871 Einwohner |        |                        |
| Wahlbeteiligung: 60,8 %           |        |                        |

## Wahl 1999
Bei der Landtagswahl in Thüringen 1999 traten folgende Kandidaten an:
| Name                              | Partei | Anteil der Erststimmen |
| --------------------------------- | ------ | ---------------------- |
| Wolfgang Fiedler                  | CDU    | 50,6 %                 |
| Christina Roemer                  | SPD    | 17,9 %                 |
| Mike Huster                       | PDS    | 17,6 %                 |
| Angela Baum                       | GRÜNE  | 2,1 %                  |
| Ingo Leichsering                  | REP    | 3,0 %                  |
| Uwe Müller                        | FDP    | 2,9 %                  |
| Jörg Delinger                     | VIBT   | 5,9 %                  |
| Wahlberechtigte: 36.420 Einwohner |        |                        |
| Wahlbeteiligung: 63,9 %           |        |                        |

## Bisherige Abgeordnete
Direkt gewählte Abgeordnete des Wahlkreises Saale-Holzland-Kreis I waren:
| Jahr                     | Name             | Partei | Anteil der Erststimmen             |
| ------------------------ | ---------------- | ------ | ---------------------------------- |
| 2024 2019                | Stephan Tiesler  | CDU    | 39,8 % 26,1 %                      |
| 2014 2009 2004 1999 1994 | Wolfgang Fiedler | CDU    | 46,9 % 41,4 % 48,7 % 50,6 % 43,3 % |